# Ponte di Occidente
Il ponte di Occidente, così denominato perché si trova nell'Antioquia Occidentale, è un ponte colombiano che mette in comunicazione i comuni di Olaya e di Santa Fe de Antioquia, rispettivamente a oriente e occidente del fiume Cauca. Al momento del suo completamento era considerato il settimo ponte più importante del mondo.

## Caratteristiche
Benché oggi esistano nell'America del Sud altri ponti sospesi molto più larghi, originariamente il Ponte di Occidente era il più largo del suo tipo in tutto il subcontinente ed è di lì che proviene l'importanza storica e culturale del ponte, allora elemento chiave dello sviluppo della regione e del Paese. L'opera è fedele testimonianza inoltre della straordinaria visione di avanguardia del suo progettista, l'ingegner José María Villa, così come l'avanzato livello tecnico e scientifico dell'epoca. Fu dichiarato Monumento nazionale di Colombia il 26 novembre 1978.
José María Villa era ingegnere civile e meccanico. All'età di 14 anni iniziò l'Università e ricevette una borsa di studio di 1.800 pesos per studiare nel New Jersey; una volta terminati gli studi negli Stati Uniti d'America, partecipò alla costruzione del ponte di Brooklyn sull'East River.
Il ponte di Occidente fu inizialmente aperto solo al passaggio pedonale e solo in un tempo successivo fu consentito il passaggio di veicoli.